# Nicola Caccia
Nicola Caccia (Castello di Cisterna, 10 april 1970) is een voormalig betaald voetballer uit Italië, die bij voorkeur in de aanval speelde. Hij beëindigde zijn actieve loopbaan in 2005 bij Genoa CFC, waarna hij het trainersvak instapte. Caccia was in het seizoen 2000-2001 topscorer van de Serie B. Hij scoorde toen 23 keer namens Piacenza.